# Olympische Winterspiele 1980/Teilnehmer (Griechenland)
| Gelbes Symbol für Goldmedaillen mit stilisierten Olympischen Ringen | Graues Symbol für Silbermedaillen mit stilisierten Olympischen Ringen | Braundes Symbol für Bronzemedaillen mit stilisierten Olympischen Ringen |
| ------------------------------------------------------------------- | --------------------------------------------------------------------- | ----------------------------------------------------------------------- |
| —                                                                   | —                                                                     | —                                                                       |

Griechenland nahm an den Olympischen Winterspielen 1980 in Lake Placid mit einer Delegation von  drei alpinen Skirennläufern teil. Der alpine Skirennläufer Lazaros Arkhontopoulos wurde als Fahnenträger der griechischen Mannschaft zur Eröffnungsfeier ausgewählt.

## Teilnehmer nach Sportarten

### Ski Alpin
Herren:
- Lazaros Arkhontopoulos
Riesenslalom: 48. Platz
Slalom: DSQ
- Lazaros Kechagias
Riesenslalom: 51. Platz
Slalom: DNF
- Giannis Stamatiou
Riesenslalom: 52. Platz
Slalom: 33. Platz